# Cosmarium ungerianum
Cosmarium ungerianum là một loài Song tinh tảo trong họ Desmidiaceae, thuộc chi Cosmarium.